# 基德里希
基德里希是德国黑森州的一个市镇。总面积12.35平方公里，总人口3925人，其中男性1874人，女性2051人（2011年12月31日），人口密度318人/平方公里。